# Thulay
Thulay és un municipi francès situat al departament del Doubs i a la regió de Borgonya - Franc Comtat. L'any 2007 tenia 208 habitants.

## Demografia

### Població
El 2007 la població de fet de Thulay era de 208 persones. Hi havia 72 famílies de les quals 4 eren unipersonals (4 homes vivint sols), 24 parelles sense fills, 36 parelles amb fills i 8 famílies monoparentals amb fills.
La població ha evolucionat segons el següent gràfic:
Habitants censats

### Habitatges
El 2007 hi havia 80 habitatges, 74 eren l'habitatge principal de la família, 2 eren segones residències i 4 estaven desocupats. 71 eren cases i 9 eren apartaments. Dels 74 habitatges principals, 66 estaven ocupats pels seus propietaris i 8 estaven llogats i ocupats pels llogaters; 1 tenia dues cambres, 9 en tenien tres, 17 en tenien quatre i 47 en tenien cinc o més. 70 habitatges disposaven pel capbaix d'una plaça de pàrquing. A 22 habitatges hi havia un automòbil i a 50 n'hi havia dos o més.

### Piràmide de població
La piràmide de població per edats i sexe el 2009 era:
| Homes | Edats   | Dones |
| ----- | ------- | ----- |
| 0     | 95 o +  | 0     |
| 0     | 90 a 94 | 0     |
| 0     | 85 a 89 | 0     |
| 0     | 80 a 84 | 0     |
| 0     | 75 a 79 | 0     |
| 4     | 70 a 74 | 4     |
| 4     | 65 a 69 | 8     |
| 4     | 60 a 64 | 8     |
| 0     | 55 a 59 | 0     |
| 4     | 50 a 54 | 4     |
| 8     | 45 a 49 | 4     |
| 16    | 40 a 44 | 8     |
| 0     | 35 a 39 | 8     |
| 8     | 30 a 34 | 8     |
| 8     | 25 a 29 | 4     |
| 0     | 20 a 24 | 8     |
| 8     | 15 a 19 | 4     |
| 12    | 10 a 14 | 0     |
| 8     | 5 a 9   | 4     |
| 4     | 0 a 4   | 8     |

## Economia
El 2007 la població en edat de treballar era de 144 persones, 108 eren actives i 36 eren inactives. De les 108 persones actives 101 estaven ocupades (56 homes i 45 dones) i 7 estaven aturades (3 homes i 4 dones). De les 36 persones inactives 8 estaven jubilades, 17 estaven estudiant i 11 estaven classificades com a «altres inactius».

### Ingressos
El 2009 a Thulay hi havia 79 unitats fiscals que integraven 230 persones, la mediana anual d'ingressos fiscals per persona era de 24.170 €.

### Activitats econòmiques
Dels 5 establiments que hi havia el 2007, 1 era d'una empresa de construcció, 1 d'una empresa de comerç i reparació d'automòbils, 1 d'una empresa de transport, 1 d'una empresa immobiliària i 1 d'una empresa de serveis.
L'únic servei als particulars que hi havia el 2009 era un guixaire pintor.

## Poblacions més properes
El següent diagrama mostra les poblacions més properes.